# Antonio Porcel Román
Antonio Fernando Basilio Porcel Román (Mairena (Granada), 15 de junio de 1755 - Madrid, 5 de enero de 1832) fue un intelectual y político español.

## Biografía
En 1775 se graduó en leyes en la Universidad de Granada . Por recomendación de un tío suyo marchó a Madrid, donde desde 1779 trabajó de abogado del Consejo de Castilla. Llegaría a oficial de Gracia y Justicia de Indias y en 1787 fue elegido académico de la Real Academia Española. En 1788 fue nombrado secretario real para la administración de las temporalidades de los jesuitas en Nueva España. En 1791 recibió la Orden de Carlos III . 
Formó parte de la Junta presidida por el conde de Floridablanca, pero juró la constitución de Bayona (1808). Durante la guerra del francés marchó a Sevilla, pero sus bienes fueron embargados. En 1811 fue elegido diputado por el Reino de Granada en las Cortes de Cádiz. Presidió la Junta de Legislación que preparó la Constitución española de 1812, defendió la creación de la Dirección de la Hacienda Pública, y la Ley de Imprenta.
En 1814 fue encarcelado por sus ideas, y no fue liberado hasta el pronunciamiento de Rafael del Riego de 1820. Durante el Trienio Liberal fue Ministro de Ultramar en el gobierno de Evaristo Pérez de Castro Brito (marzo-noviembre de 1820). Miembro del Consejo de Estado (1821-1823), acompañó a  Fernando VII cuando visitó Cádiz. Desterrado de la Corte con la llegada de los Cien Mil Hijos de San Luis, pudo regresar a Madrid unos años más tarde.